# Diffusiekruip

Vacature-diffusie door een kristalrooster.

Diffusiekruip is het deformeren van een kristallijne stof (een materiaal dat is opgebouwd uit kristallen) dankzij de diffusie van vacatures; onbezette roosterplaatsen (holtes) in het kristalrooster. Diffusiekruip is een mechanisme van plastische deformatie, dat wil zeggen dat het vervormende materiaal continu blijft en niet breekt, maar de deformatie onomkeerbaar is. Het mechanisme is meer dan andere deformatie-mechanismen sterk afhankelijk van de temperatuur.

## Principe
In de natuur komen geen materialen voor met perfecte kristalstructuren. Soms bevinden zich op plekken waar in een kristalrooster normaal gesproken een bepaald deeltje zou horen te zitten vreemde deeltjes (vervuilingen) of vacatures. Deze puntdefecten kunnen zich door een kristalrooster verplaatsen als een naastgelegen deeltje in de holte springt, waarbij eerst de oude bindingen verbroken worden en daarna nieuwe aangelegd. De vacature is daarmee een plek in het kristalrooster opgeschoven.
Voor het verbreken van bindingen is energie nodig. Daarom kunnen vacatures makkelijker bewegen als de temperatuur hoger is. Normaal gesproken zullen de imperfecties zich gelijkmatig over het kristal verspreiden, volgens de diffusiewet van Fick. Deze wet wordt beschreven met:
{\displaystyle J_{x}=-D_{x}{\frac {\Delta C}{\Delta x}}}
Waarbij Jx de flux (stroom) van vacatures is in richting x; Dx een diffusieconstante in die richting en {\displaystyle {\frac {\Delta C}{\Delta x}}} het verschil in concentratie van de vacatures in die richting. Deze geldt in alle drie richtingen (x, y, z), voor de diffusie in de y-richting kan x in de formule bijvoorbeeld verwisseld worden door y. Simpel gezegd: de vacatures bewegen zich in de richting waar er minder zijn, zodat ze gelijk verdeeld worden over het kristal.
Als een kristal onder een spanning komt te staan, zullen er nieuwe vacatures gecreëerd worden aan de zijde waarop de kleinste (compressieve) spanning staat. Door deze creatie van nieuwe vacatures ontstaat er een verschil in concentratie zodat de vacatures van de zijde loodrecht op de kleinste spanningsrichting naar de zijde loodrecht op de grootste spanningsrichting beginnen te bewegen. Een beweging van vacatures betekent een omgekeerd gerichte beweging van deeltjes. De deeltjes bewegen daardoor van de delen in het kristal onder de grootste compressieve spanningsrichting naar de delen in het kristal onder de kleinste spanningsrichting. Met andere woorden: de deeltjes bewegen zich weg van de plaats waar ze onder druk staan. Het kristal zal daardoor vervormen.

## Soorten diffusiekruip
Diffusie van vacatures kan op verschillende manieren plaatsvinden. De vacatures kunnen zich dwars door een kristalliet (in de materiaalkunde wel een korrel genoemd) bewegen, dit is Nabarro-Herring-kruip; of alleen langs de korrelgrenzen bewegen, dit is Coble-kruip.
Het kan ook zijn dat tegelijkertijd met het vervormen van kristallen door diffusiekruip de kristallen ook langs elkaar schuiven (grain boundary sliding). De diffusie kan dan dienen om volumeproblemen op te lossen. Dit deformatiemechanisme wordt superplastische kruip of korrelvloei genoemd. Diffusiekruip kan ook hand in hand gaan met drukoplossing (Engels: pressure solution). In feite is drukoplossing gelijk aan Coble-kruip, behalve dat de beweging van deeltjes in een oplossing plaatsvindt in plaats van door kruip aan de rand van het kristalrooster.

## Vloeivergelijkingen
Elke plastische deformatie van een materiaal kan beschreven worden met een formule waarin de snelheid van vervorming afhangt van de differentiaalspanning (σ), de korrelgrootte (d) en een Arrheniusvergelijking (een activeringswaarde die afhangt van de temperatuur en een activeringsenergie):
{\displaystyle {\dot {\epsilon }}=Ae^{\frac {-Q}{RT}}{\frac {\sigma ^{n}}{d^{m}}}}
A is daarin een diffusieconstante; {\displaystyle {\dot {\epsilon }}} de snelheid van vervorming (strain rate); Q de activeringsenergie; R de gasconstante ; T de temperatuur (in kelvin) en d de (gemiddelde) korrelgrootte. De exponenten n en m geven de mate van afhankelijkheid van respectievelijk de toegepaste spanning en de korrelgrootte aan. Per mechanisme verschillen de waarden voor A, Q, n en m. Bij diffusiekruip is n meestal ongeveer 1. De waarde van m kan variëren van rond de 2 voor Nabarro-Herring-kruip tot rond de 3 voor Coble-kruip. Coble-kruip is dus gevoeliger voor de korrelgrootte van het materiaal: materialen met grotere korrels/kristallen zullen moeilijker deformeren door Coble-kruip dan materialen met kleinere korrels.

## Sporen van diffusiekruip
Er zijn weinig structuren op microschaal bekend die in kristallijne materialen met zekerheid kunnen worden aangewezen als bewijs voor diffusiekruip. Een materiaal dat vervormd is door diffusiekruip kan daardoor sterk afgeplatte korrels hebben (een zogenaamde SPO). Als bekend is dat een materiaal een hoge mate van vervorming heeft ondergaan, maar de korrels equidimensionaal van vorm zijn en geen voorkeursrichting in de kristalroosters van de korrels (een zogenaamde CPO) aanwezig is, kan dit het gevolg zijn van superplastische kruip. Onregelmatig gevormde korrelgrenzen in materialen die gedeformeerd zijn onder zeer hoge temperaturen kunnen ook als bewijs gezien worden voor diffusiekruip.
Diffusiekruip is een mechanisme waarmee het volume van de kristallen groeit. Grotere korrels kunnen daarom ook een aanwijzing zijn dat diffusiekruip in een kristallijne stof heeft plaatsgevonden.